# Quốc lộ 46
Quốc lộ 46 (còn được gọi là Quốc lộ 46A) là tuyến đường bộ quốc gia nằm trong địa phận của tỉnh Nghệ An.

## Lộ trình
Điểm đầu tuyến là cảng Cửa Lò thuộc thành phố Vinh, điểm cuối tuyến là cửa khẩu Thanh Thủy thuộc huyện Thanh Chương; toàn tuyến dài 82 km.
Từ cảng Cửa Lò, quốc lộ 46A chạy theo hướng Đông Bắc-Tây Nam qua huyện Nghi Lộc tới thành phố Vinh. Từ Vinh, quốc lộ 46A gần như chạy theo hướng Đông-Tây qua các huyện Nghi Lộc, Hưng Nguyên, Nam Đàn và Thanh Chương. Ở Vinh và thị trấn Nam Đàn, quốc lộ 46A đi xuyên qua nội thị. Hiện đang có kế hoạch xây tuyến tránh ở ngoài nội thị.
Quốc lộ 46A giao cắt với một số tỉnh lộ, Quốc lộ 1, quốc lộ 15, đường Hồ Chí Minh. Quốc lộ 46A vượt sông Lam bằng cầu Rộ trong địa phận huyện Thanh Chương.